# Arieh Warshel
Arieh Warshel (født  20. november 1940) er en israelsk/amerikansk biokemiker og biofysiker. Han er pioner inden for computerstudier af funktionelle egenskaber af biologiske molekyler. Han er professor i kemi og biokemi og er  Dana and David Dornsife Chair ii kemi på University of Southern California. I 2013 modtog Arieh nobelprisen i kemi sammen med Michael Levitt og Martin Karplus for "udvikling af multiskalamodeller for komplekse kemiske systemer".